# Дева в беде (роман)
«Дева в беде» (англ. A Damsel in Distress) — роман Пелема Гренвилла Вудхауса, впервые опубликованный 4 октября 1919 года в Нью-Йорке, США издательством Джорджа Дорана (англ. George H. Doran) и в Великобритании — издательством Герберта Дженкинса (англ. Herbert Jenkins) 17 октября 1919 года. До этого в мае-июне роман печатался в газете «Saturday Evening Post». В 1919 году по роману был снят одноимённый (немой) чёрно-белый фильм, а в 1937 году — поставлен мюзикл. На русском языке роман был опубликован в 1928 году под названием «Капризы мисс Мод» (в сокращённом переводе О. Бер) и в 1999 году (с четырьмя переизданиями, перевод А. Дормана).

## Сюжет
Двадцатилетняя Мод Марш влюблена в регбиста Джеффри и пытается вырваться из фамильного замка, чтобы встретиться с ним. Этому всячески препятствуют её брат Перси (самовлюблённый аристократ без чувства юмора), её тетушка леди Кэролайн (деспотичная дама, заправляющая делами семьи: она хочет видеть женихом девушки своего пасынка Реджинальда Бинга) и владелец замка Бельфур лорд Джон Маршмортон (отец Мод и Перси), добродушный вдовец, единственный интерес в жизни которого составляют розы. Леди Кэролайн, однако, заставляет лорда Джона писать родословную семьи, что он и делает под руководством строгой секретарши Элис Фарадей. В последнюю влюблён Реджи Бинг, с которым у Мод всего лишь приятельские отношения.
...Вырвавшись с помощью Реджи в Лондон, Мод видит на улице брата Перси и в панике бросается, чтобы укрыться, к первому попавшемуся кэбу. На помощь ей приходит Джордж — 27-летний американец, преуспевающий автор многочисленных мюзиклов и любитель гольфа, жизнь которого омрачает лишь отсутствие большой любви. Отказываясь выдать преследователю свою «деву в беде», новоявленный рыцарь сбивает шляпу с Перси (не подозревая, что имеет дело с братом девушки); последний, выйдя из себя, начинает преследовать обидчика и в конечном итоге попадает в полицейский участок. На следующий день из газетной полицейской хроники Джордж узнаёт его имя, а заодно и то, что его таинственная незнакомка живёт в Бельфуре. Будучи к этому времени страстно в неё влюблен, он отправляется к замку и снимает коттедж неподалёку.
С этого момента сюжет превращается в запутанную «комедию ошибок», не последнюю роль в которой играют слу́ги — юный паж Альберт и умудрённый опытом дворецкий Кеггс, преследующие в этой истории каждый свои интересы. Сначала Джордж вместе с актрисой Билли Доре, играющей в его мюзикле, наносит визит в Бельфур, пользуясь возможностями «Дня открытых дверей»: здесь оба принимают лорда Маршмортона за садовника. Затем Джордж под видом официанта во время праздника пробирается а замок, где его с нетерпением дожидается Мод, которой как раз нужен посредник для связи с возлюбленным (Одну из двух записок для Мод Джордж препоручает «садовнику», из-за чего обо всём узнаёт и противоборствующая сторона; при этом последняя проникается убеждением в том, что пришелец — и есть тот самый регбист). Между тем, благодаря стечению обстоятельств знакомясь с Джорджем поближе, как Реджи, так и лорд Маршмортон проникаются к нему симпатией; более того — начинают невольно возбуждать в нём уверенность в том, что Мод в него влюблена.
Перси (под влиянием интригана-Кеггса, который убеждает его в том, что только так от регбиста можно будет избавиться) приглашает Джорджа на званый ужин в Бельфур. Здесь происходит объяснение Джорджа и Мод: оба в ужасе понимают, в каком неловком положении оказались. За ужином лорд Маршмортон, преисполнившись наконец решимости сбросить гнёт леди Кэролайн (которая ещё не знает, что он и сам уже предложил — сначала должность секретарши, а затем руку и сердце актрисе Билли Доре, как и он, страстно увлечённой разведением роз), объявляет о том, что благословляет помолвку между Мод и Джорджем. Последний в конечном итоге благородно соглашается выполнить роль посредника, советуя Мод сбежать с женихом (как это сделали незадолго до того Реджи и Элис Фарадей), сам же начинает собираться домой в Америку.
Мод приходит в ресторан на встречу с Джеффри-регбистом, и тут её ждет разочарование: тот, получив наследство, совсем перестал заниматься спортом и превратился в толстяка, которого в жизни интересует только всевозможные деликатесы... Испытывая природную антипатию к тучным мужчинам и осознавая, насколько более достойного претендента она только что отвергла, Мод спешит в гостиничный номер, где застаёт Джорджа с уже собранными чемоданами и сообщает ему о том, что переменила решение.